# Ageneiosus pardalis
Ageneiosus pardalis är en fiskart som beskrevs av Lütken, 1874. Ageneiosus pardalis ingår i släktet Ageneiosus och familjen Auchenipteridae. Inga underarter finns listade i Catalogue of Life.